# NGC 6216
NGC 6216 (NGC 6222) é um aglomerado estelar na direção da constelação de Escorpião. Foi descoberto pelo astrônomo escocês James Dunlop em 1826. Devido a sua moderada magnitude aparente (+10,1), só pode ser visto com telescópios amadores médios ou equipamentos maiores. O sistema foi novamente catalogado como "NGC 6222" por engano nas descrições de John Herschel.